# Bat-Ochiryn Ser-Od
Bat-Ochiryn Ser-Od, detto Ziggy (in mongolo: Бат-Очирын Сэр-Од; Altaj, 7 ottobre 1981) è un maratoneta e mezzofondista mongolo.

## Biografia
Bat-Ochir inizia a gareggiare sulle lunghe distanze nel 2002. Nello stesso anno debutta mondialmente partecipando ai Mondiali di mezza maratona di Bruxelles e dall'anno successivo prende parte a numerose edizioni dei Mondiali. Nel 2004, insieme a Luvsanlkhündegiin Otgonbayar, ha fatto parte dell'esigua delegazione della Mongolia ai Giochi olimpici di Atene 2004. Successivamente ha ancora preso parte alle maratone olimpiche di Pechino 2008, periodo dopo il quale si è trasferito a Gateshead ad allenarsi; di Londra 2012, occasione quest'ultima in cui è stato portabandiera del team olimpico nazionale, e ancora a Rio de Janeiro 2016.

## Palmarès
| Anno | Manifestazione                  | Sede           | Evento         | Risultato | Prestazione | Note                                     |
| ---- | ------------------------------- | -------------- | -------------- | --------- | ----------- | ---------------------------------------- |
| 2002 | Mondiali mezza maratona         | Bruxelles      | Individuale    | 96º       | 1h09'54"    |                                          |
| 2003 | Mondiali                        | Saint-Denis    | Maratona       | 63º       | 2h26'39"    |                                          |
| 2004 | Giochi olimpici                 | Atene          | Maratona       | 75º       | 2h33'24"    |                                          |
| 2005 | Mondiali mezza maratona         | Edmonton       | Individuale    | 56º       | 1h08'12"    |                                          |
| 2005 | Mondiali                        | Helsinki       | Maratona       | 61º       | 2h36'31"    |                                          |
| 2006 | Giochi asiatici                 | Doha           | Maratona       | 17º       | 2h31'00"    |                                          |
| 2007 | Mondiali                        | Osaka          | Maratona       | 55º       | 2h49'06"    |                                          |
| 2008 | Campionati asiatici di maratona | Hong Kong      | Individuale    | Argento   | 2h20'18"    |                                          |
| 2008 | Giochi olimpici                 | Pechino        | Maratona       | 52º       | 2h24'19"    |                                          |
| 2009 | Giochi dell'Asia orientale      | Hong Kong      | Mezza maratona | 6º        | 1h10'33"    |                                          |
| 2009 | Mondiali                        | Berlino        | Maratona       | 29º       | 2h17'22"    |                                          |
| 2009 | Campionati asiatici             | Canton         | 5000 m piani   | 12º       | 14'47"01    |                                          |
| 2009 | Campionati asiatici             | Canton         | 10000 m piani  | 9º        | 29'43"79    |                                          |
| 2011 | Mondiali                        | Taegu          | Maratona       | 19º       | 2h16'41"    |                                          |
| 2011 | Campionati asiatici             | Kōbe           | 5000 m piani   | 9º        | 14'18"53    |                                          |
| 2011 | Campionati asiatici             | Kōbe           | 10000 m piani  | 6º        | 29'44"84    |                                          |
| 2012 | Giochi olimpici                 | Londra         | Maratona       | 51º       | 2h20'10"    |                                          |
| 2013 | Mondiali                        | Mosca          | Maratona       | 35º       | 2h21'55"    |                                          |
| 2013 | Giochi dell'Asia orientale      | Tientsin       | 5000 m piani   | Argento   | 14'28"24    |                                          |
| 2014 | Giochi asiatici                 | Incheon        | Maratona       | 4º        | 2h13'21"    |                                          |
| 2015 | Mondiali                        | Pechino        | Maratona       | 38º       | 2h32'09"    |                                          |
| 2016 | Giochi olimpici                 | Rio de Janeiro | Maratona       | 91º       | 2h24'26"    |                                          |
| 2017 | Mondiali                        | Londra         | Maratona       | 48º       | 2h21'55"    |                                          |
| 2018 | Mondiali mezza maratona         | Valencia       | Individuale    | 118º      | 1h07'48"    |                                          |
| 2018 | Giochi asiatici                 | Giacarta       | Maratona       | 5º        | 2h23'42"    |                                          |
| 2019 | Mondiali                        | Doha           | Maratona       | 54º       | 2h36'01"    |                                          |
| 2021 | Giochi olimpici                 | Tokyo          | Maratona       | dnf       | dnf         |                                          |
| 2022 | Mondiali                        | Eugene         | Maratona       | 26º       | 2h11'39"    | Miglior prestazione personale stagionale |
| 2023 | Mondiali                        | Budapest       | Maratona       | dnf       | dnf         |                                          |
| 2023 | Giochi asiatici                 | Hangzhou       | 5000 m piani   | 16º       | 14'48"33    |                                          |
| 2023 | Giochi asiatici                 | Hangzhou       | 10000 m piani  | 10º       | 30'57"74    |                                          |
| 2024 | Giochi olimpici                 | Parigi         | Maratona       | 71º       | 2h42'33"    |                                          |

## Altre competizioni internazionali
| Anno | Manifestazione         | Sede       | Risultato | Prestazione |
| ---- | ---------------------- | ---------- | --------- | ----------- |
| 2006 | Maratona di Pechino    | Pechino    | 27º       | 2h20'13"    |
| 2007 | Maratona di Zhengzhou  | Zhengzhou  | 6º        | 2h21'02"    |
| 2007 | Maratona di Pechino    | Pechino    | 14º       | 2h16'22"    |
| 2007 | Maratona di Shanghai   | Shanghai   | 9º        | 2h20'26"    |
| 2008 | Maratona di Pechino    | Pechino    | Oro       | 2h14'15"    |
| 2010 | Maratona di Hong Kong  | Hong Kong  | Bronzo    | 2h25'02"    |
| 2010 | Maratona di Berlino    | Berlino    | 10º       | 2h12'42"    |
| 2010 | Maratona di Hofu       | Hōfu       | Oro       | 2h14'49"    |
| 2011 | Maratona di Londra     | Londra     | 11º       | 2h11'35"    |
| 2011 | Maratona di Pechino    | Pechino    | 6º        | 2h14'39"    |
| 2011 | Maratona di Hofu       | Hōfu       | Oro       | 2h11'56"    |
| 2012 | Maratona di Oita       | Ōita       | Oro       | 2h11'05"    |
| 2012 | Maratona di Brighton   | Brighton   | 4º        | 2h13'02"    |
| 2012 | Maratona di Osaka      | Osaka      | Oro       | 2h11'52"    |
| 2013 | Maratona di Osaka      | Osaka      | Argento   | 2h13'31"    |
| 2013 | Maratona di Hofu       | Hōfu       | Oro       | 2h09'00"    |
| 2014 | Maratona di Nagano     | Nagano     | Argento   | 2h14'04"    |
| 2014 | Maratona di Osaka      | Osaka      | 6º        | 2h17'21"    |
| 2014 | Maratona di Fukuoka    | Fukuoka    | Bronzo    | 2h08'50"    |
| 2015 | Maratona di Otsu       | Ōtsu       | Bronzo    | 2h11'18"    |
| 2015 | Maratona di Amburgo    | Amburgo    | 6º        | 2h10'15"    |
| 2015 | Maratona di Nagano     | Nagano     | Bronzo    | 2h15'35"    |
| 2015 | Maratona di Fukuoka    | Fukuoka    | 9º        | 2h14'19"    |
| 2016 | Maratona di Nagano     | Nagano     | Argento   | 2h15'56"    |
| 2016 | Maratona di Ulan Baton | Ulan Bator | Oro       | 2h18'27"    |
| 2016 | Maratona di Gold Coast | Gold Coast | 12º       | 2h17'55"    |
| 2016 | Maratona di Osaka      | Osaka      | Bronzo    | 2h13'43"    |
| 2017 | Maratona di Nagano     | Nagano     | Argento   | 2h15'12"    |
| 2018 | Maratona di Tokyo      | Tokyo      | 36º       | 2h15'17"    |
| 2018 | Maratona di Hofu       | Hōfu       | Argento   | 2h12'12"    |
| 2019 | Maratona di Mumbai     | Mumbai     | 18º       | 2h22'14"    |